# Elephunk
Elephunk fra 2003 er The Black Eyed Peas' andet album (i en serie af fire)
Elephunk var det første album som sangerinden Fergie medvirkede på, og siden da er der solgt flere millioner albummer verden over.

## Spor
| #   | Titel                | Længde |
| --- | -------------------- | ------ |
| 1.  | "Hands Up"           | 3:36   |
| 2.  | "Labor Day"          | 3:59   |
| 3.  | "Let's Get Retarded" | 3:36   |
| 4.  | "Hey Mama"           | 3:35   |
| 5.  | "Shut Up"            | 5:56   |
| 6.  | "Smells Like Funk"   | 5:05   |
| 7.  | "Latin Girls"        | 6:18   |
| 8.  | "Sexy"               | 4:44   |
| 9.  | "Fly Away"           | 3:35   |
| 10. | "The Boogie That Be" | 5:12   |
| 11. | "The Apl Song"       | 2:55   |
| 12. | "Anxiety"            | 3:38   |
| 13. | "Where is the Love"  | 4:33   |
| 14. | "Third Eye"          | 3:43   |